# Harrison (Míchigan)
Harrison es una ciudad ubicada en el condado de Clare en el estado estadounidense de Míchigan. Es sede del condado de Clare. En el Censo de 2010 tenía una población de 2114 habitantes y una densidad poblacional de 202,49 personas por km².

## Geografía
Harrison se encuentra ubicada en las coordenadas 44°0′47″N 84°48′38″O / 44.01306, -84.81056. Según la Oficina del Censo de los Estados Unidos, Harrison tiene una superficie total de 10.44 km², de la cual 9.63 km² corresponden a tierra firme y (7.74%) 0.81 km² es agua.

## Demografía
Según el censo de 2010, había 2114 personas residiendo en Harrison. La densidad de población era de 202,49 hab./km². De los 2114 habitantes, Harrison estaba compuesto por el 93.66% blancos, el 1.7% eran afroamericanos, el 0.8% eran amerindios, el 0.52% eran asiáticos, el 0% eran isleños del Pacífico, el 0.24% eran de otras razas y el 3.07% pertenecían a dos o más razas. Del total de la población el 2.51% eran hispanos o latinos de cualquier raza.